# Kairomon
Kairomon (z gr. kairos – korzyści) – substancja semiochemiczna wydzielana mimowolnie przez organizm niosąca sygnał neutralny lub niekorzystny dla nadawcy, a korzystny dla odbiorcy. Przykładowo – jako kairomon może działać zapach drapieżnika wyczuwany przez jego ofiarę. Ofiara po detekcji takiej substancji może podjąć mechanizmy obronne. Innym przykładem kairomonów są substancje wydzielane przez rośliny, które przyciągają roślinożerców. Zdarza się, że dana substancja jest kairomonem w stosunku do jednego gatunku (jako jego atraktant), a allomonem dla innego (jako jego repelent).
Istnienie kairomonów udowodniono w przypadku ryb i zooplanktonu (zapach ryb drapieżnych indukuje mechanizmy obronne drobnych ryb, zapach ryb planktonożernych i bezkręgowców drapieżnych indukuje mechanizmy obronne – morfologiczne (cyklomorfoza) i behawioralne – u zwierząt planktonowych). Podobnie jest przy wykrywaniu kairomonów pochodzących od zooplanktonu przez organizmy fitoplanktonowe.
Dla rozwielitek kairomonem mogą być substancje zawarte w żółci kręgowców, zwłaszcza ryb karpiowatych, lub ich metabolity. Również w przypadku larw wodzienia substancje zaangażowane w proces trawienny są kairomonem dla ich ofiar. 